# ブレックファストニュース
『ブレックファストニュース（Breakfast News）』は、1989年10月2日にイギリス・英国放送協会（BBC）のBBC1で最初に放映された朝の情報番組・ニュース番組。前番組は『ブレックファスト・タイム (イギリスのテレビ番組)』と呼ばれていた。1989年9月18日に開始する予定だったが、新スタジオの技術的な問題により延期された。
番組は、3つの主要な視覚的変更を経た。最初のセットは1993年4月8日まで続いた。1993年4月13日のリニューアルでは、13:00、18:00、21:00のニュース番組と同じセットから放送された。1997年6月2日、「BBC」のタイトルが削除され、画面上では単に「Breakfast News」として知られるようになり、さらに最終的なリニューアルが行われた。この末期にソファセットが戻り、特集が増え、担当チーム間の交流が増えて、トーンが変わり始めた。
『ブレックファストニュース』最終回は2000年9月15日に放送され、同年10月2日に『BBCブレックファスト』として開始された。
商業テレビネットワークのITV向けに制作・放送していたTV-am以降の『GMTV』は週7日放送されていたのに対して、『ブレックファストニュース』は平日のみ放送され、週末版は無かった。しかし、1991年9月、BBCは週末に5分間の朝のニュースのサマリーを放送した。土曜日のスケジュールを開始するために、土曜日版は7:25に放送された。ニュース放送は『ブレックファストニュース』のセットからではなく、ニュースルームにあるメインのBBCニュースのセットから放送された。
土曜日朝のニュース放送は1999年秋に予定から外され、最後の土曜日朝のニュース放送は1999年9月11日に放送された。BBC Twoは、BBCニュース24初期から、土曜日8:00〜9:00まで、『ウェークエンド24（Weekend 24）』というブランドのBBCニュース24から1時間のニュースを放送していたため、BBC Oneに関する短い土曜日朝のニュースのサマリーは冗長になり始めた。日曜日朝の短いニュース放送は9:10に放送され、後に1993年1月に開始された『ブレックファスト・ウィズ・フロスト（Breakfast with Frost）』に組み込まれる。

## ビジネス・ブレックファスト
『ビジネス・ブレックファスト（Business Breakfast）』は、1993年1月4日から2000年までの『ブレックファストニュース』直前に、6:00〜7:00の間に毎日放送されたニュース番組だった。当初、番組は6:34〜6:55までの『ブレックファストニュース』の一部として放映された。2000年1月4日から同年9月15日まで、「ビジネス・ブレックファスト」は『BBCブレックファストニュース』に内包され、『ブレックファストニュース』は平日6:00に始まった。「ビジネス・ブレックファスト」は、個別の番組ではなく特集として残っていたが、番組最初の1時間はビジネスニュースが重要な特徴だった。この設定は、2000年10月から『BBCブレックファスト』の開始に伴い変更された。

## ブレックファストニュース・エクストラ
「ブレックファストニュース・エクストラ（Breakfast News Extra）」は、GMTVでロレイン・ケリーと競争する試みとして1996年初頭に開始された。『ブレックファストニュース』オフィスから青いソファから伝え、ジュリエット・モリスがプレゼンターを務めた。しかし、当番組は短命であり、1997年夏に挫折した。この段階までに、メインの『BBCブレックファストニュース』は、メインのプレゼンテーションデスクの横にソファを含む新しいスタジオセットで劇的な視覚的リニューアルを受けた。

## 著名なプレゼンター
- ニコラス・ウィッチェル（英語版）
- ジル・ダンドー（英語版）
- サリー・マグナソン（英語版）
- サラ・コバーン（英語版）
- ローリー・メイヤー (ニュースプレゼンター)（英語版）
- ジャスティン・ウェッブ（英語版）
- アンドリュー・ハーベイ (ジャーナリスト)（英語版）
- ジュリエット・モリス（英語版）
- フィオナ・ブルース（英語版）
- カースティ・ウォーク（英語版）
- ノエル・トンプソン（英語版）
- マイケル・ペッシャート（英語版）
- ジョン・ニコルソン (ジャーナリスト)（英語版）
- ヒュー・エドワーズ (ジャーナリスト)
- ソフィー・ラワース（英語版）
- タニヤ・ベケット（英語版）
- ジェレミー・ボーエン（英語版）
- ジュリー・エチンガム（英語版）
- リズ・マッキアン（英語版）